# بابیه

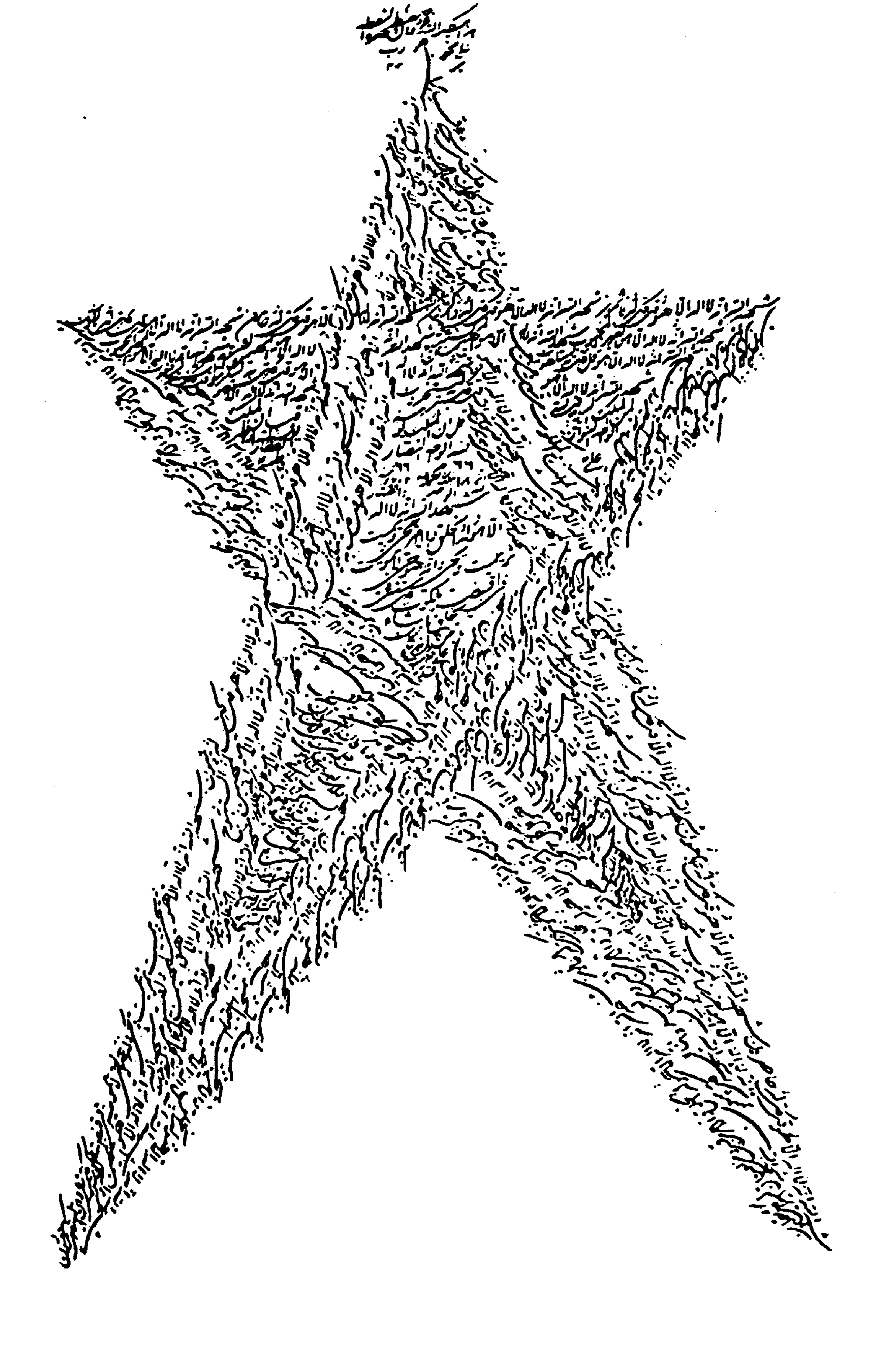
لوح هیکل، دستخط باب، شمایل این نماد، یک ستارهٔ پنج‌پر است که یک پنج‌ضلعی (پنتاگرام) در مرکز آن قرار دارد.

بابیت یا آیین بابی به دینی گفته می‌شود که در سال ۱۲۶۰ قمری توسط سید علی‌محمد شیرازی ملقب به باب، در ایران پدید آمد و پیروانی از تمامی قشرها و اصناف جامعه و از مناطق مختلف ایران به خود جذب کرد. سید باب خود را پیامبری جدید و بشارت‌دهندهٔ دینی که قرار است پس از او توسط «من یُظهِره‌الله» (آنکه خداوند او را ظاهر خواهد ساخت)، ظاهر شود خواند و بارها در آثار خود به ظهور او اشاره کرد. علاوه بر این وی در آثارش بر بهبود وضعیت زنان، حذف روحانیت، جستجویِ مستقلِ حقایق معنوی بدون تقلید از مراجع دینی، سیر تکاملی و تداوم ظهور ادیان، مدرن سازی آموزش و پرورش و اهمیت اخلاق تأکید کرد.
به دستور امیرکبیر، سید باب رهبر جنبش بابیه در تبریز تیرباران شد و بابیان به شدت سرکوب شدند. پس از تیرباران باب، پیروانش که به «بابی» مشهور بودند بر طبق بیانات باب به دنبال «من یظهره الله» می‌گشتند. در سال ۱۲۷۹ قمری، بهاءالله خود را «من یظهره الله» یا همان موعود کتاب بیان خواند. اکثر بابیان به او ایمان آورده و بهائی نام گرفتند. گروه کوچک که به پیروی از میرزا یحیی صبح ازل، بابی باقی ماندند ازلی نام گرفتند که تعداد آن‌ها اکنون اندک است.
به گفته عباس امانت برخوردِ شدید امیرکبیر با دگراندیشی مذهبی و سیاسی، البتّه سوای آنانی که توسط خود او انجام شده بود، راه را بر نوگرایی‌ها بست و سبب شد تا نهضت بابیّه که جریانی مذهبی با پیامی صریح و در جهت نوسازی جامعه بود؛ علیرغم نفوذ گستردهٔ مردمی، به عنوان شورشی بدعت‌آمیز که بنیان دولت و مذهب را تهدید می‌کند، تلقّی گردد و به انزوا کشانده شود. شاید بتوان گفت امیر کبیر با شکست سیاسی بابیه و اعدام سید علی‌محمد باب و سرکوب بابیان که منادی انقلابی مردمی برای ایجاد تحوّل در آموزه‌های دینی و پاک نمودن آن از وجود قشر روحانیون بودند، فرصت مناسب برای پا گرفتنِ جنبشِ بومی اصلاحات را برای دهه‌ها از میان برد و ناخواسته راه را برای تثبیت قدرت روحانیون تا پایان قرن نوزدهم و حتّی پس از آن، هموار نمود.
سرکوب بابیه، دولت قاجار و مجتهدان اصولی را به یکدیگر نزدیک‌تر کرد. چنین همکاری متقابلی از ابتدای حکومت قاجار به ویژه در زمان فتحعلی‌شاه در سیاست ایران حضور داشت ولی به تدریج با بی‌اعتنایی‌های حاج میرزا آقاسی به دستگاه روحانیت، و سپس با سختگیریهای امیر کبیر کمرنگ شده بود. سرکوب جامعهٔ بابی و سپس قتل امیرکبیر قدرت و نفوذ روحانیون شیعه را چه در نزدیکی با حکومت چه در مخالفت با آن فزونی بخشید و باعث شد آنان نقش پررنگ‌تری در سیاست بازی کنند، نقشی که سرانجام منجر به تأسیس جمهوری اسلامی و حکومت ولایت فقیه در ایران شد.

## از دعوی باب تا مهدویت
ادعاهای برخواسته از دیدگاه‌های شیخیه از جمله آنکه امامان را مظاهر الهی و دارای صفات باری‌تعالی و علل اربعه موجودات می‌پنداشتند و معتقد بودند که در دوران غیبت فردی وجود دارد که بلاواسطه با حجة ابن الحسن در ارتباط بوده و واسطه فیض باشد و آن را رکن رابع می‌نامیدند؛ زمینه را برای ظهور دیدگاه‌های علی محمد باب هموار کرد. احمد احسایی و سید کاظم رشتی که از دید شیخیه همان رکن رابع بودند ظهور حجة بن الحسن را نوید می‌دادند.
باب دعاوی خود را به تدریج، طی چند مرحله ظاهر می‌کند. در آغاز خود را باب یا واسطه امام غائب می‌خواند، بعد اعلام می‌کند که خود مهدی موعود است و در نهایت اظهار می‌دارد که پیامبری جدید است از جانب خداوند که دیانتی تازه آورده تا مردم را برای ظهور موعودی جهانی که از او با عنوان «مَن یُظهرُه الله» (کسی که خداوند او را ظاهر خواهد ساخت) یاد می‌کند، آماده کند. دلیل اینکه او از ابتدا ادعای نهائی خود را آشکار نکرد به گفته وی آماده کردن مردم برای پذیرش دعوتش بوده‌است تا به تدریج مردم با آموزه‌ها و دیانت جدید آشنا شوند و آن را بپذیرند، چه که گسست ناگهانی آئین جدید از اسلام می‌توانست منجر به اضطراب شدید مردم و روی گرداندن از آن شود. باب در آثار اولیه اش خود را باب (وسیله ارتباط) و نائب (نماینده) امام غایب شیعیان دوازده امامی می‌خواند. لقب دیگری که به کار می‌برد، ذکر یا ذکرالله الاعظم بود. در ابتدا ادعایش این بود که از طرف امام غایب فرستاده شده تا فرارسیدن ظهورش را اعلان کند. باب بعدتر در دوران زندانی بودنش در ماکو با صراحتی بیشتر ادعایش را فراتر از نیابت یا جانشینی امام اعلام می‌کند و خود را شخص مهدی موعود می‌خواند. در دادگاهی که کمی بعد از ورودش به چهریق در تبریز برگزار شد، همین ادعا را علنی می‌کند و از سوی شماری از علمای حاضر محکوم به مرگ می‌شود. در سال ۱۸۴۷ میلادی در مهم‌ترین اثر خود به نام بیان فارسی به پایان دوره اسلام اشاره می‌کند، خود را «مظهر الهی» و پیامبری جدید می‌خواند که احکام و تعالیم تازه‌ای به نام آئین بیان آورده‌است. در همین اثر به کرّات سخن از موعودی جهانی می‌راند که نتیجه و ثمره آئین جدیدِ بیان باید ایمان به وی باشد، وی از این موعود با عنوان «مَن یُظهرُه الله» یاد می‌کند.
با اینکه باب دعوتش را بتدریج ظاهر کرد اما در عین حال از همان ابتدا می‌توان از لابلای آثارش دعوی رسالت و وحی را به وضوح دید. وی آثار خود را وحی از سوی خداوند و مترادف با قرآن می‌داند. در آثار حاجی محمد کریم خان کرمانی پیشوای مکتب شیخیه (شعبه رکنیه) که با باب مخالفت شدید می‌کرده، به این دعوی باب اشاره شده‌است. به نظر کریم خان از همان اثر نخستین باب به نام قیوم الاسماء برمی آید که باب ادعای رسالت داشته‌است. در همان زمان در کربلا نیز عده‌ای از علمای شیعی و سنی و شماری از پیشوایان شیخیه و اهل تصوف در فتوایی دست جمعی به همین نتیجه رسیده بودند.

## اعلام آغاز شریعت بیانی در بدشت
در نوشته‌های اولیه باب، بر ضرورت پیروی پیروان او از دستورهای دین اسلام -حتّی در مستحبات و نوافل- تأکید شده بود و شواهدی وجود دارد که بابی‌ها، به همان اندازه که بَعدتر مشهور به ردّ دین اسلام شدند، در این دوره معروف به پایبندی کامل به سنّت‌های اسلامی بودند. با این حال عناصری در ادعای باب - به عنوان مدعی مأمور رسمی خدا- وجود داشت که این موضع محافظه کارانه باب را تهدید می‌کرد. به نظر می‌رسد طاهره پیش از حتّی خود باب به مفهوم قدرت بالا دستی باب در امور مذهبی دست یافته بود و آن را با ایده‌هایی که از شیخیه نشأت گرفته بودند پیوند داد. قرةالعین، شاید نیروی محرکه رویدادهای بدشت در سال ۱۸۴۸ میلادی بود.
واقعه بدشت گردهمایی بین پیروان باب در اواخر رجب و اوایل شعبان سال ۱۲۶۴ هجری قمری برابر با اواخر ژوئن و اوایل ژوئیه سال ۱۸۴۸ میلادی بود که با اشاره سیدعلی محمد باب در روستای بدشت در هفت کیلومتری شرق شاهرود برگزار شد. این کنفرانس نقطه عطفی در تاریخ تشکیل جنبش باب بود.
به گفته ریچارد فولتس، این طاهره قرة العین بود که در تهران به فکر تشکیل جلسه‌ای با حضور همه بابی‌های سرشناس افتاد. برجستگان بابی دعوت او را پذیرفتند و در ربیع‌الثانی سال ۱۲۶۴ هجری قمری و هم‌زمان با محاکمه سیدعلی‌محمد باب در آذربایجان، این اجتماع در روستای بَدَشت از توابع شاهرود که روستایی در تقاطع راه تهران-مشهد و راه مازندران-هزارجریب-شاهرود بود تشکیل شد.
دربارهٔ اهداف تجمع بابیان در بدشت، افسانه نجم‌آبادی گفته‌است که به‌دنبال شدت گرفتن سرکوب بابیان، رهبران بابی در بدشت جمع شدند تا در مورد سَمت و سوی آینده آئین جدید تصمیم بگیرند. از دیدگاه جوان کول، هدف از گردهمایی بدشت آزادسازی سیدعلی‌محمد باب بود که در آن زمان در قلعه ماکو در زندان بود. ماریون وودمن هدف کنفرانس را اعلام جدایی و استقلال کامل آئین باب از اسلام دانسته‌است.
طاهره در اجتماع بدشت سخنرانی نمود و با حاضر شدن بدون نقاب روبنده حاضران را شوکه نمود. او همچنین جدائی دین بابی از دین اسلام و نسخ احکام و سنن قدیم را اعلام نمود. این اتفاق باعث افزایش نگرانی‌های دولتیان و علما در آن زمان شد.
گروهی از بابیان به تردید افتاده و به رهبری محمدعلی بارفروشی با وی مخالفت کردند. سرانجام، طاهره، موفق شد در یک مباحثه، محمدعلی بارفروشی را متقاعد کند که احکام شریعت اسلام، ملغی شده‌است.
طاهره به همین مناسبت، شعری نیز سرود و ملغی شدن احکام اسلامی را چنین تشریح کرد:
| ای عاشقان ای عاشقان شد آشکارا وجه حق |  | رفع حجب گردید هان از قدرت رب‌الخلق         |
| آمد زمان راستی کژی شد اندر کاستی     |  | آن شد که آن می‌خواستی از عدل و قانون و نسق |

## آموزه‌های بابی

### خداوند و پیامبران
نوشته‌های باب بر تعالی مطلق خداوند و رد هرگونه تصوری انسان گونه از او تأکید دارد. از نظر باب، از آنجایی که حقیقت خدا برای جهان غیرقابل دسترس است، خداوند از روی محبت خود، خود را از طریق پیامبران برای مخلوقاتش تعریف و توصیف می‌کند تا او را بشناسند. بنابراین پیامبران تجلی اعظم خداوند در جهان و خود-توصیفی الهی هستند و با شناخت آنهاست که خداوند شناخته می‌شود. به گفته باب همه پیامبران یکی هستند. آنها به آینه‌های صاف و پاکی می‌مانند که در عین گوناگونی، یک خورشید (استعاره از خداوند واحد) را در خود منعکس می‌کنند. به عقیده باب ظهور وحی، پیامبران و ادیان را پایانی نیست.

### تداوم و سیر تکاملی ادیان
یکی از آموزه‌های اساسی باب تداوم و تکامل ادیان است. با پیشرفت انسان در طول تاریخ، تجلی الهی به تدریج در ادیان ظاهر می‌شود و جلوه‌ای کاملتر و جامعتر از خود به منصّه ظهور می‌گذارد. هر دینی در زمان خود و به نسبت به گذشته کامل است و در عین حال کمالِ بالقوه اش ظهور دیانتِ بعد است که شکوفایی کمالات بالقوه دیانت و مدنیت قبل در آن ممکن می‌شود. مثلاً کمالِ تورات، انجیل و کمالِ انجیل، قرآن است و اکنون کمالِ قرآن به صورت بیان و در آئینی که باب آورده، ظاهر شده‌است. بر اساس همین منطق، هیچ دینی به گفته باب آخرین دین نیست، بلکه برای نیازهای دوره‌ای محدود از تاریخ بشر ظهور یافته‌است. بر اساس همین اصلِ تکامل و شکوفایی ادیان، باب نتیجه می‌گیرد که نتیجه و ثمره آیین او باید شناخت و ایمان به «مَن یُظهره الله» موعود آئین بیان باشد.
باب همچنین، عدل الهی را مستلزم اختیار بشر و نیز استمرار فیض هدایت الهی بر طبق تکامل وقفه ناپذیر انسان و جامعه می‌داند و در نتیجه اعتقاد به انتهای نبوت و رسالت نفی کامل عدل الهی است.
در آثار باب دین تبدیل به یک پدیده دیالکتیکی می‌شود. دین تحمیل ابدی و الزام‌آور اراده خداوند بر انسانها نیست، بلکه محصول تعامل اراده خداوند با مرحله تاریخی تکامل بشریت است. از آنجایی که انسان‌ها تاریخی و در حال تغییر هستند، دین نیز یک واقعیت پویا و مترقی است. یکی از برجسته‌ترین و محوری‌ترین بیان این مفهوم دیالکتیکی و تاریخی، استفاده باب از اصطلاح «ارتفاع» است که هم معنای الغاء می‌دهد و هم معنای اعتلاء. از نظر باب، هر دین جدید، ارتفاع دین قبلی است. دین جدید از یک سو دین قبلی را نسخ و الغاء می‌کند و از سوی دیگر آن را اعتلاء می‌بخشد. دین جدید همان دین قبلی است که به شکلی والاتر و متعالی‌تر ظاهر شده‌است. از این رو باب ارتفاع را برای بیان وحدت دو معنای متضاد به کار می‌برد. اصطلاح «ارتفاع» همان مفهوم آف هه بونگ هگل را می‌رساند. از دیدگاه باب قیامت پایان تاریخ نیست بلکه روز بعثت پیامبر جدیدی است که مرحله جدیدی از توسعه تاریخ بشر را آغاز می‌کند.
به گفتهٔ باب کلام الهی زنده و پویاست و می‌خواهد به موازات تکامل بشر آن هم به صورت نوین خود ظاهر گردد و از اینکه سّنت پرستان مذهبی از روی علاقه به کتاب آسمانی خود مانع تکامل همان کتاب شده و به طرد ظهور نوین همان کتاب می‌شوند عمیقاً تاسف می‌خورد.

#### قیامت، معاد، بهشت و دوزخ
به باور باب، آثار وی برای اولین بار حقایق نهفته و باطنی مفاهیم اسلامی و آیات قرانی را آشکار می‌کند، حقایقی که به عقیده او با باور رایج میان مسلمانان تفاوت بسیار دارد. مفهوم قیامت و معاد از نظر باب نه پایان تاریخ بلکه پایان یک مرحله از تکامل بشر یعنی پایان دوران یک دین و آغاز ظهور دین بعدی است. پس قیامت مسیحیت با ظهور پیامبر اسلام به وقوع پیوست و قیامت اسلام در سال ۱۲۶۰ هجری قمری با ظهور باب اتفاق افتاد.
باب در این باره می‌گوید: «مراد از یوم قیامت یوم ظهور شجره حقیقت است و مشاهده نمی‌شود که احدی از شیعه یوم قیامت را فهمیده باشد. بلکه همه موهوماً امری را توهّم نموده که عندالله حقیقت ندارد؛ و آنچه عندالله و عند عرف اهل حقیقت مقصود از یوم قیامت است اینست که از وقت ظهور شجره حقیقت در هر زمان بهر اسم الی حین غروب آن یوم قیامت است؛ مثلاً از یوم بعثت عیسی تا یوم عروج آن، قیامت موسی بود که ظهور اللّه در آن زمان ظاهر بود به ظهور آن حقیقت که جزا داد هرکس مؤمن به موسی بود بقول خود و هرکس مؤمن نبود جزا داد بقول خود؛ زیرا که ما شهد اللّه در آن زمان ما شهد اللّه فی الانجیل بود؛ و بعد از یوم بعثت رسول اللّه تا یوم عروج آن، قیامت عیسی بود که شجره حقیقت ظاهر شده در هیکل محمّدیّه و جزا داد هر کس که مؤمن به عیسی بود و عذاب فرمود بقول خود هرکس که مؤمن به آن نبود؛ و از حین ظهور شجره بیان الی ما یغرب قیامت رسول اللّه هست که در قرآن خداوند وعده فرموده.»
بهشت و دوزخ نیز از دیدگاه باب نه محلی برای شکنجه ابدی برخی مردم یا محلی برای تمتّع جسمی و جنسی برخی دیگر است بلکه معانی روحانی دارد. بهشت شناخت و رضای خدا از طریق ایمان به فرستاده خداوند و عمل به ارزش‌های نوین او برای شکوفایی کمالات روحانی است و دوزخ محرومیت از این تکامل.

#### اسلام
باب با احترام از اسلام یاد می‌کند ولی بر اساس اصل تکامل و تداوم ادیان، باب دوره اسلام را هزار سال می‌داند که با ظهور او در سال ۱۲۶۰ هجری قمری، یعنی هزار سال بعد از درگذشت حسن عسکری، به پایان رسیده‌است. شماری از نوشته‌های باب به صورت تفسیر سوره‌های قرانی نوشته شده‌است و معانی باطنی و عرفانی آن آیات را آشکار می‌سازد. در زمان اقامت باب در اصفهان، منوچهر خان معتمد الدوله حاکم مقتدر آنجا، که پیشینه مسیحی داشت و قلباً به پیامبر اسلام ایمان نداشت، در حضور علماء از باب خواهش نمود که در اثبات نبوت پیامبر اسلام رساله‌ای بنویسد. باب بلافاصله و بدون درنگ رساله مفصلی در همان جمع بنگاشت. نام این نوشته رساله اثبات نبوت خاصه است. این اثر چنان منوچهر خان را متأثر نمود که نه تنها به پیامبر اسلام بلکه به باب نیز ایمان یافت و در جرگه پیروان او درآمد.

### بهبود وضعیت زنان
اکثر روایتهای معاصر از جنبش بابی بر این نکته اتفاق نظر دارند که یکی از اصلی‌ترین تأثیرات اجتماعی این جنبش بهبود وضعیت زنان بوده‌است. باب جدای از دفاع از حقوق زنان در آثار خود، در عمل هم با حمایت‌های گسترده از طاهره قرةالعین، برجسته‌ترین پیرو زن خود و یکی از شخصیت‌های اصلی آئین بابی، برای بهبود وضعیت زنان تلاش می‌کرد. فعالیتهای ساختارشکنانه طاهره در کشف حجاب، پیشبرد دعاوی باب، و گسست آئین بابی از اسلام که بعضاً با اعتراض و شکایت بعضی از بابیان همراه بود همیشه مورد تأیید و ستایش باب قرار می‌گرفت. کمی پس از گردهمایی بدشت که طاهره در آن نقشی محوری ایفا نمود باب در نوشته‌ای از مقام او تجلیل نمود و او را به تنهایی با مجموع هفده نفر دیگر از حروف حی برابر شمارد. حروف حّی، که طاهره یکی از ایشان بود، اولین هیجده نفری بودند که به باب ایمان آوردند و به همین جهت آنان در تاریخ بابی دارای بالاترین مقام روحانی هستند.
احکام آئین بابی به‌طور کلی بر برابری جنسیتی تأکید دارد. باب به‌طور خاص در چندین مورد محدودیت‌ها و فشارهای قوانین اسلامی بر روی زنان را بهبود می‌بخشد. به عنوان مثال، او طلاق را با وضع تأخیری دوازده‌ماهه دشوار می‌سازد، محدودیت‌های شدیدِ حاکم بر روابط اجتماعی زنان را کاهش می‌دهد و به مردان دستور می‌دهد که باعث آزار زنان نشوند و با نهایت محبت با زنان رفتار کنند. باب همچنین ازدواج موقت (صیغه)، ازدواج اجباری دختران، رابطه جنسی مرد با همسر بدون رضایت او، و طلاق یک طرفه زن از طرف مرد را ممنوع می‌کند. در بعضی موارد، حتی باب زنان را بر مردان ترجیح می‌دهد. به عنوان مثال، او مجازاتی برای کسی که موجبات اندوه دیگری را فراهم کند تعیین می‌کند؛ این مجازات برای افرادی که سبب حزن زنان شوند دو برابر است.
دریکی از آثار اوّلیهٔ خود باب «احسن سبیل محّبت» را قاعده و شاخص رفتار با زنان توصیف نموده و می‌نویسد آزار زنان حّتی به اندازهٔ یک چشم برهم زدن نیز تعدّی از فرمان خداست.

### کرامت انسانی
باب انسانها را موجودات شریفی می‌داند که دارای ظرفیت ذاتی برای اندیشیدن هستند و از این رو، موظف به تحری مستقل حقیقت می‌باشند. این بدان معناست که هیچ انسانی نباید برای بررسی حقایق معنوی به دیگران وابسته باشد. دو جلوه عمده این عقیده در آثار باب، حذف مرجعیت روحانیت و جایگزینی برهان معجزه به جای کلام وحی است.
باب، نهاد روحانیت را حذف و ارتقاء بر منبر را تحریم می‌کند. بالانشینی روحانیون بر منبر و همچنین نشستن مردم در پایین منبر را توهین به کرامت انسان‌ها می‌داند و آن را نهی می‌کند. وی همچنین نماز جماعت را که مستلزم پیروی از پیشوای روحانی است، حرام اعلام می‌کند. از نظر باب، عبادت خدا نیازی به وساطت انسان ندارد و هر کس می‌تواند باید با قلبی پاک در خلوت خود به دعا بپردازند. حتی زمانی که باب نماز جماعت برای میت را مستثنی می‌کند، تأکید می‌کند که هیچ‌کس نباید جلوتر از دیگران بایستد. همه باید در ردیف‌های مساوی به احترام متوفی بایستند. باب همچنین تأکید می‌کند که برای شناسایی پیامبر باید همگان خود دست به تحقیق بزنند و نه آنکه از یک روحانی یا کس دیگر استفتاء یا کسب نظر کنند. باب بیان می‌دارد که سبب اصلی آزار همهٔ پیامبران در زمان ظهورشان این بود که مردم به‌جای جستجوی مستقّلانهٔ حقیقت به کسانی گوش می‌دادند که دانش خود آنان نیز دانشی اقتباسی و یادگرفته از دیگران بوده‌است و نه آنکه از خود پیامبر و کلام او آموخته باشند. به عبارت دیگر ضرورت اندیشیدن فرد فرد آدمیان در بارهٔ همه چیز از جمله در مورد دین با حضور دستگاهی به نام روحانیون و منبرگرایان در تضاّد است.
از مهمّترین باورهای باب اینست که معجزه یعنی درهم شکستن قوانین طبیعت به هیچوجه ربطی به وظیفهٔ پیامبر و دین، یعنی تربیت اخلاقی و روحانی انسان ندارد و در نتیجه دلیل حقانیت یک پیامبر نیست. باب دستاویزی به معجزه را با پیشرفت فرهنگ و جامعه در جهت خردگرایی و تجربه گرایی ورشد علم درتضاّد می‌یابد و می‌خواهد که هم عرصهٔ دین را از خرافات ومنطِق جادو-محور پاک نماید وهم آنکه آدمیان را به سوی احترام به قوانین طبیعت و کاربرد خرد سوق دهد. از نظر باب دلیل و گواه حضور خدا در هستی، قوانین طبیعت و نظام پرشکوه هستی است و نه حوادث عجیب و غریبی که طرد آن نظام باشد. از طرف دیگر از دیدگاه باب معجزه با عدالت خدا نیز در تضاّد است. معجزه حّتی اگر حقیقت داشته باشد فقط برای کسانی‌که در همان لحظه شاهد آن بوده‌اند معتبر است. باب تنها و تنها یک عامل را دلیل و میزان راستی یک پیامبر می‌شمارد و آن کلام پیامبراست که با خّلاقّیت خویش گویای اقتضاء زمان است و فرهنگ و ارزشها و معانی نوینی را برای مردم به بار آورده و آنان را درجهت شکوفایی کمالات انسانی یاری می‌رساند.

### اهمیت تربیت
باب بر خردورزی، علم و آموزش کارآمد تأکید می‌کند. به گفته او آموزش باید به خوبی سازماندهی شود و دانش به شیوه‌ای سیستماتیک به کودکان منتقل شود. جامعه مترقی مبتنی بر رویکرد آموزشی کارآمد و مدارسی است که به خوبی سازماندهی شده‌اند و موضوعاتی کلیدی نظیر اهمیت مسائل اخلاقی، نسبیت معنویت، رهایی از خرافات گذشته، شرافتِ نقشِ بشر در پیشبردِ تمدن جهانی و ارتقاءِ نقش زنان در جامعه را لحاظ می‌کنند. باب علوم طبیعی را مهم می‌داند و بر مدرن‌سازی آموزش و پرورش و اعمال اصلاحات اساسی در آن تأکید می‌کند، از جمله حذف موضوعات منسوخی مانند فقه و احکام اسلامی و علوم دینی، حذف استفاده از کلمات پیچیده و آسان‌تر کردن زبان، و تشویقِ معلمان به استفاده از بازی در فرایند آموزش. باب نظم و انضباط را در مدارس مهم می‌داند، اما استفاده از تنبیه بدنی کودکان را منع می‌کند و معلمان را به برقراری ارتباطی صبورانه و بدون خشونت با کودکان تشویق می‌کند. باب احترام به معلمان و آموزش مهربانی به کودکان را از وظایف والدین می‌داند. به اعتقاد باب، هدف اصلی تمدن، همزیستی مسالمت‌آمیز است و تنها با استفاده از مهربانی و رواج رفتار و آداب در جامعه می‌توان به آن دست یافت.

### اخلاق
بخش اعظمِ کتابِ بیان فارسی به تبیین و تشریحِ این اصل کلّی اخلاقی می‌پردازد که، حتی اگر مردم به شما ظلم می‌کنند، شما باید بخشنده و مهربان باشید و به آنها نیکی کنید. درست به همانگونه که خداوند با کسانی که ناسپاسانه او را انکار می‌کنند، رفتار می‌نماید. به‌طور خلاصه، باب مردم را به جهادی درونی در راستای تحوّلی معنوی و روحانی دعوت می‌نماید و تأکید می‌کند که انسان باید راضی به رضای پروردگار خود بوده، با طیب خاطر از قوانین الهی پیروی نماید و همچنان‌که از والدین خود خرسند است، از خویشتن نیز راضی باشد. باب از طرق گوناگون، بشر را به سوی پاکی و کمال دعوت می‌کند: از زلال و پاکیزه نگاه داشتن آب نهرها و رودخانه‌ها و حفظ محیط زیست و آسیب نرساندن به طبیعت گرفته تا کوشش در تولید صنایع دستی و کالاهای مرغوب. از خلق هنرهای زیبا گرفته تا ایجاد شاهکارها معماری و ساخت منازلی با درهای بلند، بطوری‌که حتی بلندقدترین افراد هم بتوانند به راحتی به آن خانه‌ها وارد شوند. از دقت در نظافت و استحمام مرتّب گرفته تا پوشیدن البسهٔ پاکیزه و بدون لک. از گسترش رفاه جمعی گرفته تا رعایت ساده‌ترین آداب اجتماعی مثلاً در نوشیدنِ چای. از طرف دیگر باب، آزردن دل و ایجاد غم و اندوه برای دیگران را به‌شدت نهی کرده و در رعایت این امر، خصوصاً در هنگام رفتار با زنان «تأکید مضاعف» نموده که این خود حاکی از اعطای حقوقِ جدید به زنان در جامعه می‌باشد. همچنین ایشان، تنبیه بدنی و تحقیر کودکان را اکیداً ممنوع کرده و اعمال پسندیده را جلوه‌ای از جمال و جلالِ خداوند در زندگی افراد بشر دانسته و عبادت خدا می‌داند. در نهایت می‌توان گفت که باب در پی آن بود که به درک افراد از جهان پیرامون‌شان وجهی روحانی بدهد. در این راستا می‌توان به توصیفِ نمادین ایشان از مفهوم زمان اشاره کرد که از طریق تدوین و معرّفی تقویمی جدید بر مبنای نوزده ماهِ نوزده روز می‌باشد. در گاه‌شمارِ بدیع، هر یک از روزها و ماه‌های سال به نام یکی از اسماء و صفات الهی نامگذاری شده‌است. به‌طور خلاصه، باب در پی ایجاد جامعه‌ای نوین متمرکز بر وحدت، عشق و خدمت به دیگران بود. فضایی که در آن ردِّ پایی از خشونت دیده نمی‌شود مگر در موارد خاصّ در مهار جنایتکاران و مجرمان.

## برخی از آثار باب

صفحه نخست کتاب قیوم الاسماء

سید علی محمد شیرازی در بیان فارسی در باب یازده از واحد ششم آثار خود را مشتمل بر ۵۰۰٬۰۰۰ آیه برآورد کرده‌است. از آنجا که بیان فارسی در سال چهارم (۱۸۴۷–۱۸۴۸ میلادی) از رسالت شش ساله باب نگاشته شده مقدار آثار وی باید بیشتر از این مقدار باشد.
نادر سعیدی استاد دانشگاه کالیفرنیا در لوس آنجلس در کتاب «باب‌الفؤاد» که به بررسی جامع آثار باب می‌پردازد آثار وی را به سه دسته کلی تقسیم می‌کند که این تقسیم‌بندی تا حدودی ترتیب زمانی آن آثار نیز بوده‌است. اولین مرحله از آثار باب بیشتر معطوف به تفسیر سوره‌ها یا آیات قرانی است. مشهورترین این آثار تفسیر سوره یوسف است که از طریق آن باب اول بار دعوی خود را آشکار نمود و آئین بابی متولد گردید.
بهاءالله از این اثر به عنوان اولین و بزرگ‌ترین کتاب‌ها یاد می‌کند و شوقی افندی آن را قرآن دوران بابی می‌داند. اما این اثر اولین نوشته باب نیست بلکه اولین نوشته او پس از آغاز دعوتش است. به عنوان مثال قبل از آن باب نوشتن تفسیری بر سوره بقره را آغاز کرده بود. اما این تفسیر از دو بخش تشکیل می‌شود که بخش اول از آغاز سال ۱۲۶۰ هجری قمری شروع و در انتهای سال به پایان رسیده‌است درحالی‌که بخش دوم همگی پس از آغاز دعوتش بوده‌است.
دسته دوم بیشتر آثار فلسفی است که در آن به بحث‌های مابعدالطبیعه و الهیات تأکید می‌گردد. از مهم‌ترین این آثار صحیفه عدلیه، توقیع میرزا سعید (جواب سؤال‌های ثلاثه)، تفسیر هاء، فی الغناء، شرح دعاء غیبت، و اثبات نبوت خاصه است. برخی از تفاسیر باب نیز مانند تفسیر کوثر و والعصر که در این مرحله نوشته شده‌اند به این نوع مباحث تأکید می‌کنند. آثار دو مرحله اول بیشتر در سه سال اول رسالت باب نوشته شده‌اند.
مرحله سوم آثار باب مرحله تشریع است که در آن تعالیم اجتماعی و احکام بابی به عنوان یک دیانت نوین مورد بررسی قرار می‌گیرد. بیان فارسی، بیان عربی، دلائل سبعه، لوح خطاب به ملا باقر، کتاب الاسماء و کتاب پنج شأن جزو این گروه هستند. کتاب بیان فارسی ام‌الکتاب آئین بابی است، که باب در آن خود را موعود اسلام و پیامبری جدید معرفی می‌کند، شریعت اسلام را منسوخ اعلام می‌کند و قوانین و احکام جدیدی وضع می‌کند با این هدف که مردم برای پذیرش موعودی جهانی که پس از وی می‌آید آماده شوند، وی از این موعود با نام من یظهره الله یاد می‌کند. به گفتهٔ محمدعلی ناظم‌الشریعه، باب در ماکو تعالیم نقطویه را آموخت و آن‌ها را مستقیماً در کتاب بیان وارد کرد. گرچه این قضیه ثابت نشده‌است، اما شباهت‌های غیرقابل انکاری بین نقطویه و بابیه وجود دارد: باورهایی در مورد انتقال روح، افراط در تاویل قرآن و احادیث، ادعای نسخ شریعت اسلام، و علاقهٔ شدید به عدد ۱۹. پس آثار باب از سه مرحله تشکیل می‌شود: اول تنزیل به عنوان تفسیر، دوم تنزیل به عنوان تبیین فلسفی، و سوم تنزیل به عنوان تشریع. بعضی از مهترین آثار باب عبارتند از:
- تفسیر سوره یوسف (قیوم الاسماء)
- بیان فارسی
- بیان عربی
- دلائل سبعه
- صحیفه عدلیه
- تفسیر سوره فاتحه
- تفسیر سوره والعصر
- تفسیر سوره الکوثر
- پنج شأن
- الأسماء کل‌شیئ - چهار شأن
- هیکل الدین
- صحیفه رضویّه
- کتاب جزا
- صحیفه بین الحرمین
- تفسیر سوره حمد نقطه باء زیر بسم الله
- فی بیان المسائل الثلثة
- تفسیر سوره توحید
- تفسیر سوره القدر
- بیان عربی
- رساله ذهبیة
- الواح دوائر
- قسمتی از الواح حضرت نقطه و سید حسین کاتب
- لوح وصایت خطاب به صبح ازل
- دعا و مناجات
- زیارت نامه
- رجعت
- مجموعه ۴ ادعیه و تفاسیر
- نبوت خاصه
- مجموعه‌ای از الواح و جوابیه و ادعیه
- لوح خطاب به حجت زنجانی
- (دستخط اصل)
- آثار متفرقه از بیان جلد ۱
- آثار متفرقه از بیان جلد ۲
- مجموعه‌ای از الواح و مناجات
- زیارات و خطبات
- مجموعه‌ای از آثار نقطه اولی و صبح ازل
- زیارت نامه

## مَن یُظهرُهُ الله، موعود آئین بیان
مَن یُظهِرُهُ الله (به معنی: کسی که خدا ظاهرش می‌کند)، فردی است که بنا به کتاب بیان فرستاده خدا است و خداوند بعد از سید علی محمد شیرازی او را به پیامبری برخواهد گزید تا راهنمای بشر و نجات گر عالم باشد. به اعتقاد بهائیان، مَن یُظهِرُهُ الله، همان بهاءالله، شارع دیانت بهائی است.
از اساسی‌ترین آموزه‌های سید علی محمد باب این نکته است که نتیجه و ثمره آیین او باید شناخت و ایمان به «مَن یُظهره الله» باشد. باب به کرّات در آثار خود به ظهور «مَن یُظهره الله» اشاره می‌کند و از پیروان خود می‌خواهد که شناخت و ایمان خود را به تصدیق هیچ‌کس حتی خود باب و هیجده حوّاری اولیه وی (حروف حی) مشروط نکنند و موعود را از آثار و صفات خود او بشناسند و نه از اشاره و دلالت دیگران. باب حتی پیروانش را برحذر می‌دارد که مبادا مانند ادیان قبل که با استدلال به کتاب آسمانی خود از پیامبر بعدی محروم شدند با استدلال به آثار باب از ایمان به «مَن یُظهره الله» محروم شوند، مقام موعود به گفته باب بالاتر از آنست که حتی آثار خود باب لیاقت اشاره به وی را داشته باشد.
باب در آثارش از نزدیکی ظهور موعود می‌گوید و برای زمان ظهور او به سال نه و سال نوزده اشاره می‌کند. اندکی پس از یک دهه از آغاز دعوت باب در سال ۱۸۴۴، یعنی چند سال پس از اعدام وی در سال ۱۸۵۰، بیش از ۲۵ نفر ادعای من یظهره‌اللهی کردند. دنیس مکین نام بیست نفر از مدعیان را فهرست کرده‌است. نوزده سال بعد از دعوت باب، بهاءالله در سال ۱۸۶۳ در جمع یارانش و بعدتر در سال ۱۸۶۶ به صورت عمومی تر ادعای من یظهره اللهی کرد و عموم بابیان به وی ایمان آوردند. گروه اندکی که به طرفداری از میرزا یحیی ازل بابی باقی ماندند ازلی نام گرفتند. ازلیان ظهور من یظهره الله را در فاصله‌ای خیلی دور پیش‌بینی می‌کردند و معتقد بودند ظهور موعود زودتر از دست کم ۲۰۰۰ سال از ظهور باب و قبل از مورد قبول گرفتن دین باب در بسیاری از کشورها رخ نخواهد داد. با این وجود ازلیان در پی تبلیغ و جهانگیر کردن آئین بابی بر نیامدند و با تقیه و پنهان کردن هویت دینی خود عملاً در جامعه اسلامی حل شدند.
ادوارد براون مفهوم کلیدی ظهور «مَن یُظهرُه الله» در آئین بابی را چنین خلاصه می‌کند:
او (باب) اعلام کرد که صرفاً دروازه و راهی که به مهدی ختم می‌شود نیست بلکه او خود امام است و عملاً موعود و حقیقت آغازینی است که بار دیگر برای بشر آشکار شده‌است، آنچه در ظهورات قبلی به‌طور تاریک بیان شده و به صورت معما درآمده بود حال او آن را به‌طور باز و آشکار بیان می‌کند. در عین حال او پایانی را برای ظهورش قائل نیست و رسماً و علناً اعلام می‌کند که بعد از او فردی بزرگ و مهم‌تر برای تکمیل آنچه او شروع کرده ظاهر خواهد آمد (کسی که او من یظهره الله می خواندش). در کتاب‌ها و آثار باب درک این موضوع شگرف است که او نگران دین خود نیست، بلکه نگران درک پیروانش از فردیست که خداوند او را ظاهر می‌کند. بارها و بارها، تقریباً در هر صفحه از آثارش، باب از مسلمانان استدعا می‌کند که در ظهور بعدی آنگونه که در این ظهور رفتار کردند، عمل نکنند و به یاد داشته باشند که هیچ ظهوری آخرین ظهور نیست، بلکه فقط میزانی از حقیقت است که وضعیت پیشرفت انسان او را قادر به درک آن کرده‌است.
باب در تکاپوی عرضه کردن مذهب خویش به دو طریق، که هر دو نشان از استقلال از شخصیت خودش می‌داد، بود. اول اینکه، او اعلام کرد که این مذهب را اصلاً پایانی نیست و ظهور «من یظهره الله»، را پیش‌بینی کرده بود که برای کامل کردن مذهبی که باب آن را بنیان نهاده بود خواهد آمد. ثانیاً باب صلاحیت معنوی را حتی طی دوران زندگی خود به تنهایی روی خودش متمرکز نکرده بود و پیشوایی دینی را به واحد اول بیان که شامل خود او و هیجده حواری اولیه وی، حروف حی، بود سپرده بود.

### آئین بهائی و آئین بیانی
باب در آثارش به نزدیکی ظهور مَن یُظهِرُهُ الله، کسی که نتیجه و ثمره آئین بابی باید شناخت و ایمان به او باشد، اشاره می‌کند. وی همچنین از بابیان می‌خواهد که در شناسایی و ایمان خود کاملاً مستقل عمل کنند و موعود را به خود او بشناسند و نگذارند افراد دیگر، حتی خود باب و حروف حیّ، یا آثار باب مانع شناسایی آنان شوند. از این رو در آئین بابی وصیّ (جانشین) و مفسّر آثار به آن مفهوم که در سایر ادیان هست وجود ندارد و جانشینی که باب تعیین کرد در واقع رهبر اسمی جامعه بابی بعد از وی بود.
کمی قبل از اعدام سید علی‌محمد باب، عبدالکریم قزوینی، یکی از کاتبان باب توجه او را به اهمیت تعیین جانشین جلب کرد و باب تعداد مشخصی لوح نوشته، آن‌ها را به عبدالکریم داد تا به دست میرزا یحیی و بهاءالله برساند.
باب در لوحی که معمولاً به عنوان وصیت‌نامه باب از آن یاد می‌شود، میرزا یحیی به عنوان رهبر بابیان پس از بنیان‌گذار جنبش تعیین نمود. در همین لوح به وی دستور داده شده‌است که از من یظهره‌الله در زمان ظهورش پیروی کند. رهبری وی جنجال‌برانگیز بود. وی کمتر در میان بابی‌ها حاضر می‌شد. منوچهری ادعا می‌کند که دلیل در خفا ماندن او بخشی از وصیت‌نامه سید علی محمد شیرازی است که او را به محافظت از خویش توصیه کرده‌بود. براوان معتقد است رهبری میرزا یحیی در عراق رهبری اسمی بود و در عمل ساماندهی امور را بهاءالله، برادر ناتنی وی انجام می‌داد. دنیس مکین بر این نظر است که تعیین میرزا یحیی به عنوان جانشین رسمی باب، تنها برای حفظ بهاءالله از خطر و با پیشنهاد بهاءالله و عبدالکریم قزوینی و موافقت باب بوده‌است. خطری که بهاءالله را تهدید می‌کرد از جانب امیر کبیر بود. به گفته سعیدی اگر امیر کبیر به نقش کلیدی بهاءالله در جامعه بابی پی می‌برد حتماً او را به قتل می‌رساند. این تحلیل اول بار توسط عباس افندی در «مقاله شخصی سیاح» مطرح شد. شوقی افندی نیز می‌گوید: باب، میرزا یحیی را به عنوان «مرجع اسمی» جامعه بابی انتخاب کرده بود و به نقل از «مقاله شخصی سیاح» تحلیلی مشابه تحلیل فوق ارائه می‌دهد.
پس از تیرباران باب، پیروانش که به «بابی» مشهور بودند بر طبق بیانات باب در کتاب بیان به دنبال مظهر ظهور بعدی که در این کتاب به «ظهور من یظهره الله» اشاره شده‌است، می‌گشتند. بهاءالله در سال ۱۸۶۳ و بعد از یک دهه تبعید در عراق و در آستانه مهاجرتش به استامبول خود را من یظهره‌الله موعود کتاب بیان معرفی کرد. اکثر بابیان به او ایمان آورده و بهائی نامیده شدند. گروه اندکی که به طرفداری از میرزا یحیی ازل بابی باقی ماندند ازلی نام گرفتند. ازلیان با تقیه و پنهان کردن هویت دینی خود عملاً در جامعه اسلامی حل شدند. تعداد این‌ها اکنون اندک است.

## بعضی احکام آیین بیان
- احکام و اذکار

سید علی محمد باب در مورد حلال و حرام می‌گوید: حلال محمد تا روز قیامت حلال است و حرام او نیز تا روز قیامت حرام است.
به اعتقاد بابیان، ظهور باب همان قیامت است، یعنی حلال و حرام محمد و دیانت اسلام تا زمان اظهار امر باب پابرجا بوده‌است و از زمان ظهور باب و شروع دیانت بابی، بسیاری از موارد تغییر کرده‌است. برخی از احکام آئین بابی از این قرار است:
- در باب نوزدهم از واحد پنجم کتاب بیان فارسی بهترین عبادتها شاد کردن و بدترین کارها محزون کردن افراد است: در بیان هیچ عبادتی نزد خداوند محبوب تر نبوده از نفع نفسی به نفسی اگرچه با دِخال سروری در قلب او باشد و هیچ عملی ابعَدتر نبوده به ضر نفسی نفسی را اگر چه با دِخال حزنی در قلب او باشد.[۱۰۳]
- در باب هیجدهم از کتاب بیان، نهی شدید شده‌است از شرب مسکرات حتی برای مریض. خوردن مشروبات الکلی و هر چیز بدبو و کریه و تریاک و انواع دخانیات حرام است.[۱۰۳]
- در باب پنجم از واحد چهارم صراحتاً قتل نفس حرام شده‌است.
- در باب شانزدهم از از واحد یازدهم، نهی از قتل و قطع اعضای بدن انسان شده‌است.
- در باب هیجدهم از واحد ششم کتاب بیان تفتیش عقاید و جستجو در امور شخصی مردم حرام است.
- در باب شانزدهم از واحد نهم کتاب بیان نهی اکید از ضرب و شتم شده‌است و این موضوع در باب ششم از واحد دهم تکرار شده‌است.
- در باب یازدهم از واحد ششم از تنبیه بدنی منع گردیده‌است.
- در باب یازدهم از واحد نهم کتاب بیان رسماً با برده داری و خرید فروش انسان مخالفت و نهی گردیده‌است.
- در باب پانزدهم از واحد دهم کتاب بیان بر رعایت حال حیوانات و عدم تحمیل وزن زیاد بر حیوانات دستور داده شده‌است.
- در باب نهم از واحد یازدهم کتاب بیان ذکر شده که در مجالسی که در آن ابهاج و سروری مهیا نباشد و در شأن و مقام فرد نباشد باید دوری نمود.
- در باب هفتم از واحد نهم نهی اکید شده‌است از بیع و شرای انقوزه و تنباکو که آن را ورق زقوم خطاب کرده‌اند.
- زنا حرام و شخص زانی از رحمت خدا بی نصیب است.[۱۰۳]
- در باب چهاردهم از واحد پنجم بیان به طهارت، لطافت و نظافت تأکید فراوان شده‌است: و هیچ شیئیی در بیان احب نزد خداوند نیست از طهارت و لطافت و نظافت - و خداوند در بیان دوست نمی‌دارد که شاهد شود بر نفسی دون روح و ریحان را و دوست می‌دارد که کل با منهای طهارت معنوی و صوری در هرحال باشند که نفوس ایشان از ایشان کره نداشته باشد چگونه و دیگری.
- در باب هیجدهم از واحد سوم بیان امر شده که باید هر چیز را به منتهی درجه کمال خود رسانید.
- در کتاب چهار شأن در باب هیجدهم از واحد چهارم آمده‌است که اطفال را به چیز هایکه بر آن‌ها دشوار است تعلیم ندهید و کمال لطف و رأفت را در حق آن‌ها منظور دارید و تحمیل نکنید بر آن‌ها چیزهایی که برای آن‌ها سودی ندارد.

### محو بعضی کتب
باب در یکی از ابواب کتاب بیان می‌گوید که پیروان شریعت بیان باید به جز کتاب بیان و آیات باب، از قرائت سایر کتب خودداری کنند و تمام کتاب‌ها را محو نمایند. در کتاب بیان فارسی البته ذکر کرده‌اند که مقصود از محو کتاب‌ها چه نوع کتاب‌هایی است. مقصودشان از محو کتاب را کتاب‌هایی ذکر می‌کنند که علما و فقها در فنون مختلفه نوشته‌اند؛ مثلاً کتاب‌هایی که متکلمان اسلام در مسائل علم نوشته‌اند، تمامش ایراد و اشکال و اعتراض بر یکدیگر و جنگ و جدال و سایر شئونی است که به درد دنیا نمی‌خورد. غالب کتب فلاسفه که در مسائل مختلفه نوشته‌اند، به درد کسی نمی‌خورد جز این که برای خوانندگان اضطراب فکر و تشتت حواس ایجاد می‌کنند.

### نماز
دیانت بابی، به عنوان دینی مستقل از دیگر ادیان الهی دارای نماز مخصوص به خود است، این نماز، نمازی ۱۹ رکعتی می‌باشد که بر هر فرد بابیِ بالغ فرض واجب بوده‌است که آن را ادا کند.

### روزه
یکی دیگر از احکام دیانت بابی روزه می‌باشد. بر هر فرد بابی بالغ واجب است که در ماه روزه دیانت بابی، روزه بگیرد در باب هیجدهم از واحد هشتم کتاب بیان ذکر شده‌است که نوزده روز آخر سال بیانی را روزه بگیرند و تا سن کسی به یازده نرسیده روزه بر او واجب نیست و همچنین پس از چهل دو سال واجب نخواهد بود و مدت هر روز از طلوع شمس است الی غروب و حقیقت روزه در آن باب مفصل تشریح شده‌است.
تقویم بابی ۱۹ ماه ۱۹ روزه‌است و بابیان یک ماه کامل خود را از طلوع خورشید تا غروب آفتاب از خوردن و آشامیدن پرهیز می‌کنند و به تعدیل اخلاق می‌پردازند.
شرح کامل نام ماه‌ها و نام روزها در کتاب بیان ذکر گردیده‌است.

## گاه‌شمار آئین بیانی
گاه‌شمار آئین بیانی بر اساس تقویم شمسی تنظیم شده‌است. نوروز مبدأ سال است و سال به ۱۹ ماه نوزده روزه تقسیم شده‌است به همراه ۴ یا ۵ روز اضافه. هر ۱۹ سال یک «واحد» نام دارد و هر نوزده واحد یک «کل شی».
- تقویم آئین بیانی
- تبدیل تقویم آئین بیانی به میلادی
- تبدیل تقویم جلالی (ایرانی) به تقویم آئین بیانی

۴ یا ۵ روز اضافی را به ابتدای آخرین ماه اضافه می‌کنند که ماه روزه است و دستور داده شده که طی آن از دوستان و فقیران پذیرایی شود. وقتی این چند روز پذیرایی به پایان رسید، روزه را شروع می‌کنند. بلافاصله بعد از ماه روزه، جشن بزرگ نوروز فرا می‌رسد که از جانب بهائیان دوباره تقدیس شده و اهمیت یافته‌است.

## وقایع مهم در آیین بیانی

### دستگیری و حبس سید علی محمد باب در شیراز
حکومت و روحانیون ابتدا توجه زیادی به حرکت بابی نکردند اما در اواخر تابستان ۱۸۴۵ میلادی وقتی از گسترش سریع آن آگاه شدند، تصمیم به کنترل آن گرفتند؛ لذا باب که تازه از مکه به بوشهر آمده بود به شیراز برده شده محبوس گردید.
حاکم فارس بسیار با او بدرفتاری کرد. او در برابر حاکم توسط سر دسته روحانیون مورد بازپرسی قرار گرفت و توسط وی مرتد اعلام شد و دستور داده شد که او باید با فلک تنبیه شود و در خانه عبد الحمید خان داروغه محبوس گردد.
بعد از آن، سید علی محمد شیرازی به ضمانت دایی خود به منزل او رفت.
قدوس که به دستور سید علی محمد شیرازی به شیراز رفته بود و یکی دیگر از بابیان را در آن شهر به دستور حاکم فارس دستگیر شدند و شکنجهٔ بسیار تحمل کرده و از شیراز تبعید شدند.

### تبعید سید علی محمد باب به اصفهان
پس از مدتی، بیماری وبا در شهر شیراز مُسری شد و در همین حین، باب از شیراز خارج شد. وی در تاریخ سپتامبر ۱۸۴۶ به اصفهان تبعید شد. در ابتدا در اصفهان در منزل امام جمعهٔ آن شهر ساکن شد.
حاکم اصفهان در آن موقع منوچهرخان معتمدالدوله بود و او علی‌محمد باب را با احترام پذیرفت و مدت یک سال از او مهمانداری و حمایت کرد. ادوارد براون در این خصوص می‌نویسد: «داروغه شیراز در این امر همراهی کرد در غیر اینصورت انتقال سریع زندانیش به همراه دو تن از پیروانش به شهر ثانی (اصفهان) محال بود.» این واقعه حدوداً در ماه مه۱۸۴۶ رخ داد. به مدت تقریباً یک سال باب در اصفهان ماند. او تحت حمایت قویترین اشراف آن زمان بود که هم قادر و هم خواهان پشتیبانی و حمایت او از کینه‌ورزی‌های دشمنانش بودند که در بین آن‌ها روحانیون خطرناک‌ترین بودند. اما در اوایل سال ۱۸۴۷ حامی او فوت کرد و گرگین خان که جانشین دولت اصفهان شد حس مشابهی با حاکم قبلی نداشت و فوراً باب را تحت یک همراهی مسلحانه به تهران که در آن زمان تحت حکومت محمد شاه و وزیر نابخردش حاج میرزا آقاسی بود فرستاد.

### تبعید سید علی محمد باب به ماکو
پس از مدتی و در ژانویه ۱۸۴۷ به دستور محمّد شاه قاجار به سمت تهران حرکت کرد. اما صدر اعظم او حاجی میرزا آغاسی از حضور سید علی‌محمد باب در تهران نگران شد و با شاه تصمیم گرفتند بدون این که باب وارد تهران شود او را به ماکو، واقع در شمال غربی ایران بفرستند. به همین دلیل سید علی محمد شیرازی بعد از گذراندن مدت زمانی در خارج از شهر تهران و بدون آنکه بتواند با شاه ملاقات داشته باشد، بنا بر نامه‌ای از طرف شاه به تبریز تبعید شد و سپس در قلعهٔ ماکو در منطقه‌ای به همین نام زندانی شد. آن مکان به گمان حاج میرزا آغاسی از این جهت مناسب بود که اکثر مردم آنجا سنی مذهب و ترک‌زبان بودند و محصور میان دول روس و عثمانی و بعید از همه جا بود و در نتیجه کسی به سوی باب جذب نمی‌شد؛ ولی حتی در ماکو هم نتوانستند مانع تماس باب با طرفدارانش شوند و در آنجا نیز نامه هائی به باب می‌رسید یا طرفدارانش به ملاقات او می‌آمدند.

### محاکمه سید علی محمد باب در تبریز

محل برگزاری جلسه علما با سید علی محمد باب در تبریز که اکنون به نام مسجد صاحب‌الامر شناخته می‌شود.

باب را مجدّداً به تبریز فرستادند و به علما دستور داده شد تا حکم نهایی را در مورد او صادر نمایند. علما هم مجلسی تشکیل دادند و در آن مجلس از باب سوالاتی در مورد ادعای او پرسیدند. ادوارد براون می‌نویسد: اقدام قانونی علیه باب تماماً با شرم آورترین بی انصافی‌ها و بی‌احترامی‌ها همراه بود. آن‌ها به او گفتند: «اگر تو دروازه دانش هستی البته باید قادر باشی به هر سؤالی که ما انتخاب می‌کنیم و می‌پرسیم جواب دهی.» و بی‌درنگ شروع به پرسش دربارهٔ اصطلاحات و ریزه کاری‌های فنی طب، دستور زبان، فلسفه و منطق و امثال آن کردند.
به‌گفتهٔ مک ایون باب به صورت غیررسمی در مجلس علما از سوی بسیاری از علمای حاضر محکوم به مرگ شد. اما رأی بر جنون در این زمان مطرح شد تا مانع اعدام باب شوند.
محمد ترابیان در کتاب حالات و مقالات استاد شهاب فردوسی در این خصوص می‌نویسد: اینکه در برخی کتاب‌ها نوشته‌اند سید باب مخبط و مجنون بوده‌است از انصاف و عدالت دور است زیرا همهٔ آثار او حکایت از یک مجذوب به افکار خود دارد و در همه موارد به مقدسات اسلامی جداٌ احترام می‌گذارد و به اصول و نوامیس اخلاقی و اجتماعی کاملاً متوجه‌است و مطلقاً علایم جنون در آثار وی دیده نمی‌شود.

### تبعید سید علی محمد باب به قلعه چهریق
ادوارد براون می‌نویسد:

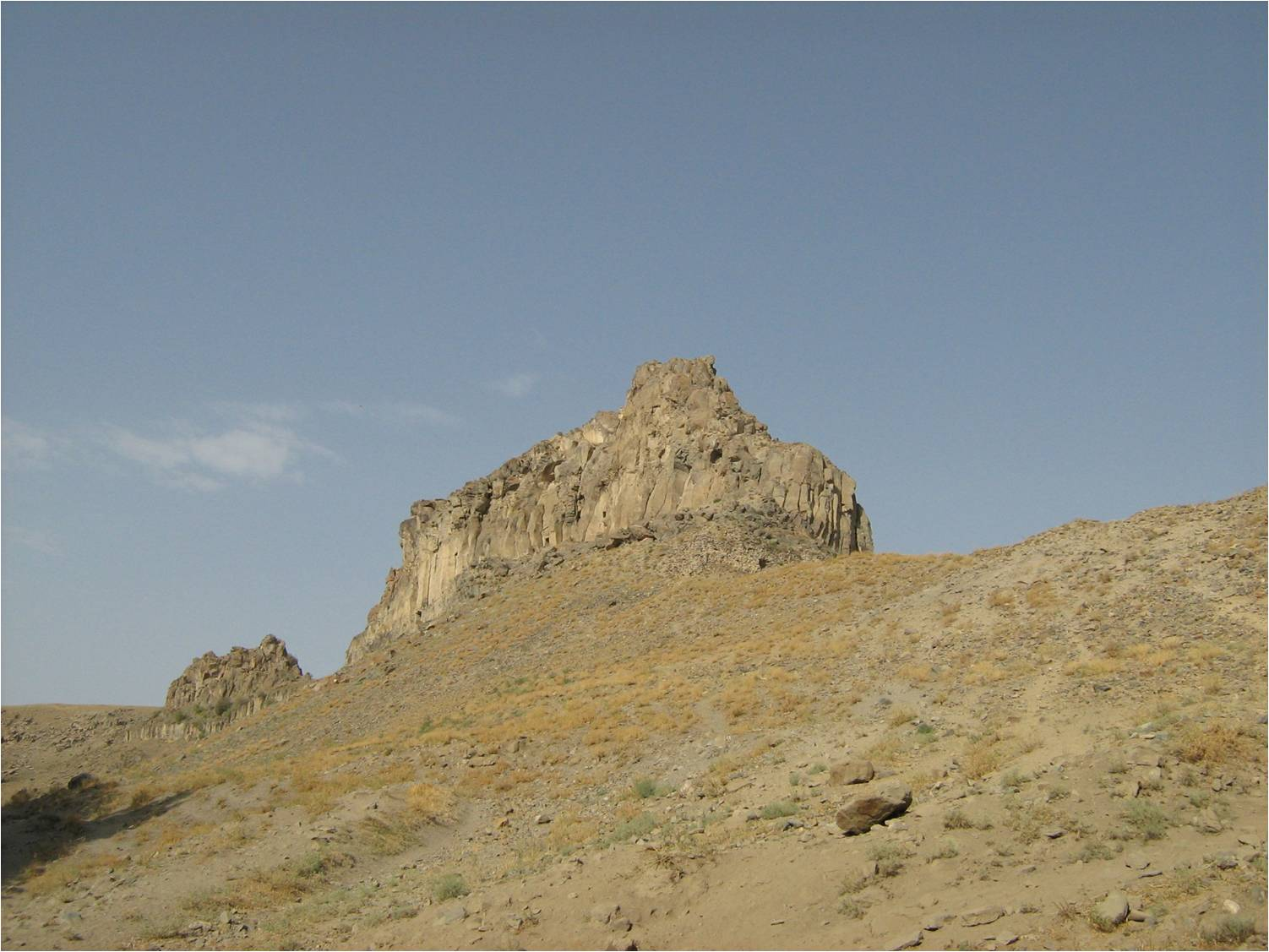
بازمانده‌های قلعه چهریق در سال ۲۰۰۸ میلادی که در کنار رودخانه زولا در شهرستان سلماس قرار دارد

بازمانده‌های سنگچین‌های قلعه چهریق (محل زندان سید علی محمد باب) در سال ۱۳۹۰

به همین دلیل باب به زور از قلعه چهریق به تبریز برده شد و یک بار دیگر در برابر قضاتی که حکمشان نتیجه قطعی بود مورد بازخواست قرار گرفت. محکمه‌ای که او اکنون به آن تن درداده بود چیزی جز یک سری اهانت‌ها و بی‌احترامی‌های مکرر نبود. به هر حال شکنجه گران او نگران گرفتن یک نتیجه بودند و آن اینکه رسماً باب را وادار کنند از تعالیمی که می‌آموزد صرف نظر کند. اما آن‌ها قادر به انجام آن نشدند.

مسیو نیکلا، منشی اول سفارت فرانسه در ایران، می‌نویسد:
بنابر این معلوم می‌شود که باب بسختی در محبس می‌گذراند و شکایت دارد و نسبتاً مدت آنهم طولانی بوده‌است زیرا که برحسب مدارکی که ما شرح دادیم در سال ۱۲۶۴ به ماکو رفت و اجرای کشته‌شدنش در ۲۷ شعبان ۱۲۶۶ واقع شد مطابق با ۸ ژوئیه ۱۸۵۰. ولی قبل از اجرای قتل محبس او را تغییر دادند و از ماکو به قلعه چهریق بردند.
در صفحه بعد از ۱۳۲کتاب نقطةالکاف که به همت ادوارد براون منتشر گردیده‌است در ذیل تصویر این قلعه و رودخانه نوشته شده‌است.
قلعه چهریق در نزدیک ارومیه در آذربایجان که میرزا علی محمد باب قبل از کشته‌شدنش درآنجا محبوس بوده و به جبل شدید از آن تعبیر می‌کند
در اینجا فقط با نامه‌ای مخفی شده در گردو یا نوشته‌هایی که به صورت ضدآب دوخته شده بودند و در شیر غوطه ور شده بودند و امثال این‌ها ارتباط بین باب و پیروانش ممکن بود. باب که اکنون محکوم به بیش از سه سال حبس شدید شده بود، عملاً نمی‌توانست به‌طور مستقیم مسئول گرایش به دفاع مسلحانه احتمالی توسط پیروانش در نظر گرفته شود. با این وجود دولت او را سرچشمه آن تعالیمی می‌دانست که کل امپراتوری ایران را دچار تشنج کرده بود و تصمیم به مرگ او گرفت. آنان تصور می‌کردند که با مرگ او کل جنبش باید از هم بپاشد.

### اعدام سید علی محمد باب و محمدعلی زنوزی
میرزا تقی‌خان امیرکبیر که در زمان ناصرالدین شاه، صدر اعظم دولت ایران بود و با قتل و آزار بابیان نتوانسته بود از گسترش آئین بابی که به زعم وی موجب اشاعه کفر و وهن بر دستگاه دولت و روحانیت شده بود جلوگیری کند و تبعید باب را در کوه‌های آذربایجان بی‌نتیجه و اثر می‌دید، به شاه پیشنهاد اعدام باب را داد.
بدین ترتیب از سوی شاه به تبریز امر شد که باب را از زندان خارج کنند و او را حسب الظاهر محاکمه کنند و سپس به قتل برسانند. بنا به این دستور ناصرالدین شاه، باب را چند ساعت در کوچه و بازار تبریز گرداندند و نوکرهای حکومت و بعضی از مردم و طبقه روحانیون او را مورد انواع تحقیر قرار دادند و قبل از غروب آفتاب او را به محل اعدام بردند.
باب را به همراه محمدعلی زنوزی یکی از مریدانش، در فاصله چند قدمی یکدیگر آویزان نمودند. پس از شلیک تفنگ‌ها، دود چند لحظه آن دو نفر را از نظرها پنهان نمود. پس از متفرق شدن دود باروت مردم توانستند محل اعدام را مشاهده کنند، ندای حیرت و وحشت از مردم بلند شد، چون باب آنجا نبود؛ زیرا گلوله‌ها فقط به طناب‌ها خورده بود و سبب بازشدن طناب و نجات باب شده‌بود. باب را در اتاقی یافتند و دوباره به محل اعدام آوردند و مثل سابق بستند. اما این بار سربازان از امر شلیک سرباز زدند. گروهی دیگر را آوردند و فرمان شلیک دادند و این بار باب کشته شد.

### واقعه بدشت
ادوارد براون می‌نویسد: ملاحسین بشرویه‌ای به سرعت به سمت روستای بدشت پیشرفت که در نزدیکی مرز استان مازندران قرار داشت و در آنجا با گروه دیگری از هم دینان خویش به رهبری ملا محمدعلی بارفروشی متحد شد. اصلاحات اجتماعی باب که زنان را در رتبه برابری با مردان بالا برد موجب گردید که زرین تاج دختر حاج ملا محمد صالح قزوینی که به نام قرةالعین معروف بود نیز به سمت تعالیم و آموزش‌های باب جذب شود. اکنون در میان بابی‌ها در انجمن بدشت ظاهر شد. تصمیم گرفته شد و معین گردید که این زن خوش بیان، شجاع و زیبا متعهد به تشویق و ترغیب وفاداران شود.
دربارهٔ اهداف واقعه بدشت، افسانه نجم‌آبادی گفته‌است که به‌دنبال شدت گرفتن سرکوب بابیان، رهبران بابی در بدشت جمع شدند تا در مورد سمت و سوی آینده آئین جدید تصمیم بگیرند. از دیدگاه جوان کول، هدف از گردهم‌آیی بدشت آزادسازی سیدعلی‌محمد باب بود که در آن زمان در قلعه ماکو در زندان بود. ماریون وودمن هدف کنفرانس را اعلام جدایی و استقلال کامل آئین باب از اسلام دانسته‌است.
طاهره در اجتماع بدشت سخنرانی نمود و با حاضر شدن بدون نقاب روبنده حاضران را شوکه نمود. او همچنین جدائی دین بابی از دین اسلام و نسخ احکام و سنن قدیم را اعلام نمود. این اتفاق باعث افزایش نگرانی‌های دولتیان و علما در آن زمان شد.

### جنگ قلعه طبرسی
ادوارد براون در تشریح جنگ قلعه طبرسی می‌نویسد:
پیروان سید علی محمد باب تحت تأثیر سخنان قرةالعین در واقعه بدشت، در مکانی که مزار شیخ طبرسی در آنجا بود گردهم آمدند. در اینجا، مردان تعلیم دیده برای صلح با شجاعت و مهارت باورنکردنی، ماه‌ها مجبور به جنگ با قوای سلطنتی بودند و بارها و بارها نیروهای دولتی را شکست داده و موجب شده بودند که حتی برخی از قوای دولتی ناامید شوند. رهبر شجاع ایشان ملاحسین بشرویه‌ای بود.
آغاز این جنگ بنابر آنچه که جهانگیر میرزا مؤلف (تاریخ نو) نگاشته، دو ماه قبل از وفات محمد شاه بوده‌است. اردشیر میرزا حاکم مازندران سعی در سرکوبی پیروان باب نمود. به‌واسطه عدم موفقیت به پایتخت مراجعه نموده و امیرزاده خانلر میرزا در اواخر ماه رمضان ۱۲۶۴ هجری قمری به جای وی انتخاب و به مازندران وارد می‌شود. وی نیز به جهت شورش‌ها و مبارزات پی در پی امکان تحرک نیافته با دریافت خبر مرگ محمد شاه به دارالخلافه مراجعت می‌نماید. این شورش‌ها نتیجه تبلیغات و آگاهی‌های اجتماعی ای که بابیان پس از کنفرانس بدشت و پراکنده شدنشان در سطح مازندران انجام داده‌اند و البته در این میان نقش قرةالعین را نمی‌توان نادیده گرفت. در ابتدا خان‌های محلی و ملایان وابسته، به درگیری با نیروهای تحت فرماندهی ملاحسین بشرویه، که وی را دوم رجل نهضت بابیه به حساب آورده‌اند، می‌پردازند. وی حدود ۸۰۰ هواخواه داشته‌است. نواب امیرزاده مهدی قلی میرزا را به جای نواب خانلر میرزا مأمور داشتند و به اکابر آن ولایت در باب قلع و قمع این طایفه و لحقه فرمان صادر شد.
ملاحسین در ۲۰کیلومتری بارفروش - بابل در نقطه‌ای که مزار شیخ طبرسی در آنجا بود به ساختن قلعه‌ای حصین و بروجی مشیّد و خندقی عمیق و خاکریزی متین پرداخت
در اکتبر ۱۸۴۸ ارتش شاه برای سرکوبی بابیان از تهران به مازندران گسیل گردید (تقریباً ۲ هزار نفر)، این نیروها هم از بابی‌ها شکست خورد. نیروهای تازه‌نفسی در حدود ۷۰۰۰ تن از تهران به سوی قلعه شیخ طبرسی فرستاده شد و محاصره دژ بابی‌ها آغاز گردید. روحانیون علیه بابی‌ها فتوای (جهاد) دادند اما ارتش شاه نیز کامیابی به‌دست نیاورد. سرانجام ارتباط ایشان با روستاهای پیرامون بریده شد.
با این حال باز هم یورش بابی‌ها ادامه داشت. در دهم ربیع‌الاول سال ۱۲۶۶، یورش شبانهٔ آنان نیروهای مسلح را وادار به هزیمت کردند. در این شب با بشکه‌های نفت مکان استقرار لشکریان را به آتش کشیدند و بسیاری از جمله دو تن از فرماندهان لشکر را به قتل رساندند.
مؤلف کتاب فتنه باب می‌نویسد:
چون بعد از دو ماه محاصره تسلطی حاصل نگشت شاهنشاه به اهل مازندران خشم فرموده، سلیمان خان افشار را فرمان داد تا با لشکری خونخوار به جانب مازندران روان شوند.
با اعزام نیروهای جدید و تمام شدن آذوقه اهالی قلعه که از هفته‌ها قبل آخرین آذوقه‌ها را نیز به پایان برده بودند، قلعه پس از چهار ماه محاصره سقوط کرد. گویا تعداد اسیر شدگان ۲۱۴ نفر بوده‌اند که محمدعلی بارفروش نیز از آن جمله بوده‌است. بجز تنی چند که گریختند، جمله بابیان را یک به یک شکم دریدند.

### قیام بابیان زنجان
پس از جنگ قلعه طبرسی، قیامی به رهبری ملا محمدعلی زنجانی ملقب به حجت در زنجان شکل گرفت.
ادوارد براون در خصوص این قیام می‌نویسد:
آرامش موقت که پس از سرکوب شورش مازندران ایجاد شده بود، بزودی توسط نزاعی مشابه در زنجان در شمال غرب ایران شکسته شد. وقوع نزاع از جهاتی خیلی شبیه قبل است. همان شجاعت سرکوب ناپذیر و از جان گذشته از سمت بابی‌ها و همان بی دقتی، بزدلی و سوءمدیریت از سمت محاصره‌کننده‌ها. اما خیلی زود همچون در شیخ طبرسی حمله غافلگیرانه محاصره و وحشت قحطی را برای محاصره شوندگان به دنبال می‌آورد. پس همان وعده‌های خائنانه از راه می‌رسند و به تسلیم منتهی می‌شوند و مانند گذشته با قتل‌عام نابکارانه بابی‌های اعتمادکننده همراه است. این تابستان ۱۸۵۰ با سایر وقایعی که مصیبت بارند مشخص شد.

### شورش پیروان باب در نیریز
پس از جنگ قلعه طبرسی و قیام بابیان زنجان قیامی دیگر در شهر نیریز فارس درگرفت.
ادوارد براون در همین خصوص می‌گوید: در تابستان ۱۸۵۰ میلادی درحالی‌که محاصره زنجان در حال پیشرفت بود، شورش (قیام) بابی دیگری در نیریز در جنوب ایران روی داد. دولت که کاملاً هوشیار شده بود تصمیم گرفته بود که جنبش بابی را ریشه کن کند. باب که اکنون محکوم به بیش از سه سال حبس شدید در ماکو و قلعه چهریق شده بود، عملاً نمی‌توانست به‌طور مستقیم مسئول گرایش به مقاومت مسلحانه احتمالی توسط پیروانش در نظر گرفته شود. با این وجود دولت او را سرچشمه آن تعالیمی می‌دانست که کل امپراتوری ایران را دچار تشنج کرده بود و تصمیم به مرگ او گرفت. آنان تصور می‌کردند که با مرگ او کل جنبش باید از هم بپاشد. درست در روز کشته‌شدن باب قیام نیریز و چندین هفته بعد درگیری زنجان با نهرهای خون سرکوب شدند.

### کشته‌شدگان سبعه
درست در روز کشته‌شدن باب قیام بابی‌های نیریز و چندین هفته بعد از قیام بابیان زنجان که با کشتار عمومی سرکوب شدند. در بین این دو رویداد، کشته‌شدن هفت تن از بابی‌ها اتفاق افتاده که بدون هیچ اثباتی متهم بر طرح نقشه علیه نخست‌وزیر، میرزا تقی خان بودند.
ادوارد براون می‌نویسد: آن‌طور که ما از دفتر خاطرات یک بانوی انگلیسی که همسرش سمت مهمی در سفارت بریتانیا را داشت فهمیدیم وفاداری آنان، همدردی و دلسوزی همگان را برانگیخت و در بین هم کیشان خود لقب شهدای سبعه را دریافت کردند. در بین آن‌ها حاج سید علی، دایی سید علی محمد باب که بعد از فوت پدرش تحت سرپرستی او بود نیز کشته شد.

### کشتار بابی‌ها در تهران
روز ۲۸ شوال ۱۲۶۸ هجری قمری، شش تن از بابیان سرسخت به ناصرالدین شاه حمله‌ور شدند. آنها خواستار جبران وهنی شدند که با کشتن محمد علی باب به دین‌شان وارد شده بود. میرزا محمد نیریزی نخستین تیر و محمد صادق تبریزی دومین و میرزا فتح‌الله قمی هم سومین تیر را شلیک کرد. محمد صادق تبریزی با وجود جراحاتی که داشت، خنجر کشید و باز هم به ناصرالدین شاه حمله کرد. شاه البته از سوء قصد جان سالم به در برد اما شدت حمله و عواقب سیاسی این حادثه تا دهه‌ها بعد باقی ماند.
از همان آغاز هیچ تردیدی دربارهٔ دخالت بابیان و انگیزه ایشان برای اقدام به سوءقصد نبود. دو تن از سوءقصدکنندگان در حین ارتکاب دستگیر شدند ولی سه نفر دیگر فرار کردند. دو باقی‌مانده اعلام کردند وابسته به این کیشند و آماده‌اند بمیرند و آمده‌اند جان دهند و به بهشت روند. یا که مرجحا شاه را نابود سازند. به عقیده شیل، اینان از جمله «متعصبان دینی» اند که چنین بی‌پروا خود را به دست مرگی چنین مسلم می‌سپارند. شیل می‌افزاید که هزاران مؤمن بابی ناصرالدین شاه را کماکان مسئول اعدام باب می‌دانند و بسیارند کسانی که مانند این مجرمان حاضرند برای آرمان خود جان ببازند. این فکر بدون تردید برای شاه بی‌اندازه رنج‌آور بود.
این حادثه صرفاً اتفاقی به ابتکار چند تن از اعضای بابیان نبود. نقشه کشتن شاه به الهام و طراحی رهبران بازمانده بابیه چیده شده بود. برخلاف طرز فکر مسالمت‌آمیزی که بعدها در تبعید در میان بسیاری از بابیان رواج یافت، فعالان بابیه در این مرحله معتقد به جهاد برای براندازی حکومت قاجاریه بودند. مبارزات پیشین بی‌حاصل مانده بود لذا به جای مباحثات مسالمت‌آمیز و اتمام حجت به کلمه یا مقاومت مسلحانه، سوء قصد سیاسی به نظر آنها کوتاه‌ترین راه عملی برای رسیدن به آرمان رستاخیر می‌آمد.
پیامدهای کوتاه یا دراز مدت سوءقصد، برای بابیان مصیبت‌بار بود. جامعه بابی در اوائل زیستش به نهان‌زیستی رانده شد و هرگز از آن رهایی نیافت. بابیان را در ردیف خطرناک‌ترین دشمن دین و دولت قرار داد و مدتی بعد، زمینه را برای تجدید نظر در اصول اعتقادی بابیه فراهم آورد. به این صورت که جناح تجدید نظر طلب بابیه تحت هدایت بهاءالله در صدد صلح‌جویی با دولت برآمد و مخالفتش را با مذهب نیز ملایم کرد. و در نهایت به اعتقاد عدم دخالت در سیاست در عقاید بهاییت بروز یافت. اما جناح مقابل که به موازین پیکارجویی سیاسی وفادار ماند، توسط صبح ازل در تبعید دنبال شد.
ادوارد براون می‌نویسد: دو بابی زنده مانده تحت شکنجه قرار گرفتند گرچه مجبور شدند دین و نیت خود را آشکار کنند اما از گفتن نام هر یک از هم دینان خود یا فاش کردن محل تجمعشان امتناع کردند. توداری سرسختانه آنان به هر حال بی‌فایده بود و تحقیق و بررسی شدیدی که توسط پلیس مخفی تهران آغاز شده بود منجر شد به دستگیری حدوداً چهل تن از بابیون که در خانه سلیمان خان غافلگیر شدند. پنج یا شش تن از این‌ها به انضمام بهاءالله که اکنون ادعای بیعت با اکثریت بزرگی از بابی‌ها را می‌کنند بخشیده شده اما بقیه همگی به مرگ محکوم شدند.
نخست‌وزیر از ترس انتقام جویی این فرقه، تصمیم به وادار کردن تمام گروه‌ها در کشتار زندانیان گرفت. برای این منظور او آن‌ها را در بین ادارات مختلف دولتی، اصناف تجار و سایر بخش‌های جامعه پخش کرد و در همان زمان به هر گروه فهماند که شاه روی وفاداری و پذیرش هر یک از گروه‌ها در نحوه برخورد و رفتار آن‌ها با قربانیان قضاوت خواهد کرد. وزارت جنگ، وزارت امور خارجه، تجار، روحانیون، درویش‌ها، پیش خدمت‌های در خدمت شاه، حتی دانشجویان دانشگاه‌ها که در آن زمان بر اساس یک مدل اروپایی تأسیس شده بود، هر یک زندانی مختص خود را دریافت کردند. انواع مرگ‌های تحمیل شده بسیار وحشتناک بودند که برخی از آن‌ها با تعصب و افراط‌گری وحشیانه، ترس از سوءظن یا جنون تمام عیار به ستمگری و قساوت طراحی شده بودند. از بداقبالی بابی‌ها برخی تکه‌تکه شدند، برخی با اره از هم جدا شدند، برخی با تازیانه پوستشان کنده شد و برخی با شلیک دهانه تفنگ منفجر شدند.

### قتلطاهره قرةالعیندر تهران

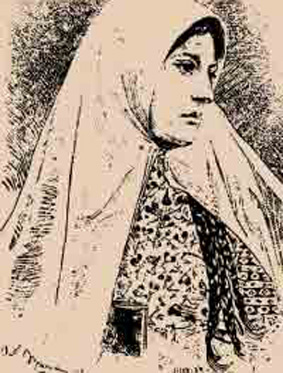
قرةالعین. او از کسانی بود که در پی ترور نافرجام ناصرالدین شاه، هم‌زمان با کشتار پیروان کتاب بیان در تهران، کشته شد.

قرةالعین نیز در این ماجرا کشته شد. او که از سال ۱۲۶۵ هجری قمری دستگیرشده بود، در زمان سوء قصد در منزل کلانتر تهران محبوس بود ولی دو هفته بعد از واقعه استنطاق و اعدام شد.
دکتر پولاک، پزشک اتریشی که در آن زمان در خدمت شاه بود، با یادداشت‌های خود به اعدام این زن واقعاً شهادت می‌دهد.

### آمار کشتار بابیان
دربارهٔ شمار بابیانِ قتل‌عام، عدد دقیقی در دست نیست. یکی از پژوهش‌های متأخر، این عدد را کمی بیش از «۳٫۰۰۰ (سه هزار)» نفر، برآورد کرده‌است که بیشترشان در درگیری‌های طبرسی، نیریز و زنجان، کشته شدند. تعداد، احتمالاً از این مقدار، بیشتر است، به ویژه به دلیل اینکه نام‌ها و مسئلهٔ اعدام بابیانی که در سال ۱۸۵۲ کشته شدند، جایی ثبت نشده‌است. بیشتر کشته‌شدگان، مرد بودند؛ البته به فهرست کشته‌شدگان مورد نظر، آن دسته از زنان، کودکان و سالمندانی که از سختی و گرسنگی، درگذشتند نیز باید افزود. در منابع بهائی، عدد کشته‌شدگان را کم و بیش، «۲۰٫۰۰۰ (بیست هزار)» تن، اعلام شده‌است. برخی از افراد قتل‌عام شدهٔ پیش‌گفته، بهائی بودند.

## تقیه و نهان‌زیستی
ازلیان با تقیه و پنهان کردن هویت دینی خود عملاً در جامعه اسلامی حل شدند. میرزا یحیی صبح ازل، چنان‌که خود نگاشته‌است، از سید علی محمد باب دستور داشت تا خود را حفظ کند، حتی اگر هیچ‌کس در جهان به او نگرود. بر همین اساس بود که وی در بغداد مخفیانه می‌زیست و برادرش میرزا حسینعلی، را رابط خود و بابیان قرار داده بود.
به دلیل همین نهان زیستی تلاش‌های سیاسی، فرهنگی فعالان پیرو کتاب بیان در مخالف با حکومت قاجار و تدارک انقلاب مشروطه و تشکیل مدارس از دیده محققان دور مانده‌است.
ملا محمد جعفر کرمانی که از بابیان نخستین بود و پسرش، شیخ احمد روحی، داماد صبح ازل بود، در کرمان، کرسی فقه و اصول داشت و در مسجد خود دفن شد.
ملا محمد جعفر نراقی که از سوی صبح ازل مرجع بابیان کاشان بوددهجی، سیدمهدی. رساله. ص. ۱۸۹. بر فراز منبر به گونه‌ای سخن می‌گفت که مردم او را یک شیعه اثنی عشری راسخ تصور می‌کردند و به هم دین‌های بیانی خود سفارش می‌نمود که در کمال مستوری، سلوک و رفتار نمایند تا منجر به فتنه نباشد. وی از جانب صبح ازل دستور داشت تا همه جا به شکل شیعیان رفتار نماید.شریف کاشانی، شیخ محمد مهدی. تاریخ جعفری. ص. ۲۴.
برادرش ملا محمد تقی نراقی هم که از سوی صبح ازل مرجع بابیان نراق تعیین شده بود، در تهران امام جماعت یکی از مساجد بود.
میرزا نورالله (فرزند صبح ازل) در رشت طبابت می‌کرد و با علمای آنجا مراوده داشت
بابیان گاه ایمان خود را با فرزندان خود در میان نمی‌گذاشتند و تنها در زمان رشد عقلی با ایشان موضوع را مطرح می‌کردند. میرزا مهدی امین (داماد صبح ازل) در شرح حالش نگاشته‌است، زمانی که به سن رشد رسید، دانست که پدرش بابی بوده‌است.
میرزا یحیی دولت‌آبادی، ریاست مدرسه علمیه جلالیه را در دست داشت. مدرسه‌های سادات و ادب را بنیان نهاد. وی در تأسیس مدارس جدید کوشش فراوان نمود و برای آموزش و پرورش در ایران زحمت‌های فراوان کشید که تأسیسات مدارس، مدیریت و نوشتن و نشر کتب درسی ابتدائی از آن جمله هستند. در دوره دوم مجلس از طرف مردم کرمان به مجلس رفت. در دوره پنجم مجدداً نماینده مجلس شد و در همین مجلس یکی از پنج نماینده‌ای بود که با انقراض قاجاریه و پیدایش سلطنت پهلوی، به دلیل واهمه از ایجاد دیکتاتوری جدید مخالفت کرد. در تمام مدتی که در اروپا زندگی می‌کرد سرپرستی محصلان ایرانی آن دوران را از جانب وزارت فرهنگ وقت به عهده داشت.
به‌همراه دیگر مبارزان در مشروطه و ملی کردن نظام ایران قدم‌های فراوان برداشت.
علی‌محمد فره‌وشی که از بابیان (پیرو سید علی محمد باب) دولت‌آباد اصفهان بود. از فعالان سیاسی عصر قاجار بود و در تکاپوهای مشروطه خواهی نیز دست داشت. وی کار خود را در وزارت فرهنگ با سرپرستی دبستان دانش و آموزگاری زبان و ریاضی در مدرسه کمالیه شروع کرد. مترجم همایون سپس به عنوان کارمند وزارت فرهنگ، و در مناصب و مسئولیت‌های مختلف فرهنگی به شهرهای مختلف ایران، همچون کرمان، زنجان، تبریز، ارومیه و اصفهان انتقال یافت و عمدتاً در رده‌های بالای فرهنگ (آموزش و پرورش) شهرستان‌ها و استان‌های مختلف خدمت کرد. وی در دوران خدمت خویش، مدارس بسیاری را در نقاط مختلف ایران تأسیس نمود.

## دربارهٔ پیشوایی دوم ازلیان
هادی دولت‌آبادی، که جانشین یحیی صبح ازل نوری (از سوی صبح ازل، ملقب به «اسم‌الله الودود»)) و پیشوای دوم ازلیان (پیشوای سوم بابیه) ایران بود، چند سال پیش از درگذشت صبح ازل، فوت کرد. صبح ازل، پس از مرگ پدر، پسرش میرزا یحیی دولت‌آبادی را به عنوان جانشین خود و رهبر جامعهٔ ازلی گماشت؛ ولی میرزا یحیی، وقت خود را بیشتر، صرف آموزش و ادبیات کرد. دربارهٔ میزان درگیر بودن او در سازمان‌دهی فعالانهٔ ازلیان، شواهد اندکی وجود دارد. میرزا یحیی، مطالب چندانی دربارهٔ موضوعات بابی ننوشت و به جای پذیرش رهبری دینی، نقش یک اصلاحگر سکولار را برگزید. بابیهٔ ازلیه با درگذشت ازلیانی که در انقلاب مشروطه، فعال بودند، وارد رکودی شد که هرگز از آن، التیام نیافت و در دوره‌ای نه چندان طولانی، اثرگذاری خود را از دست داد.

## نقش پیروان آئین بیانی درانقلاب مشروطه

میرزا آقاخان کرمانی یکی از نویسندگان کتاب هشت بهشت از پیروان پیشین آیین بیانی (که بعدها دین‌ناباور شد) و داماد صبح ازل بود که به شیوهٔ دردناکی به همراه چند تن از همراهانش کشته شد

شیخ احمد روحی از یاران سید جمال‌الدین و هادی نجم‌آبادی، یکی از نویسندگان کتاب هشت بهشت از پیروان کتاب بیان و داماد میرزا یحیی نوری بود

میرزا آقاخان کرمانی در ۱۳۰۲ هجری قمری (۱۲۶۳ خورشیدی) با شیخ احمد روحی از کرمان هجرت کرد و به اصفهان رفت. ورود او به اصفهان همراه با تشکیل یک سری جلسات سری و خصوصی شد که بانی آن میرزا هادی دولت‌آبادی نماینده صبح ازل در ایران بود. از دیگر حاضران در این جلسات حاج میرزا نصرالله بهشتی ملقب به ملک المتکلمین و سید جمال الدین واعظ اصفهانی پدر محمدعلی جمال‌زاده بودند.

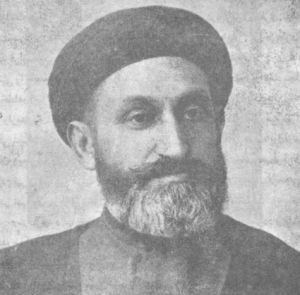
یحیی دولت‌آبادی از فعالان جنبش مشروطه

یحیی دولت‌آبادی در سال ۱۲۴۱ خورشیدی در دولت‌آباد اصفهان به دنیا آمد. پدرش حاج سید میرزا هادی دولت‌آبادی از مجتهدان مؤثر محلی و مشهور به رهبری شاخه ازلی بابیه بود. میرزا هادی، جانشین صبح ازل بود.
وقایع منتهی به انقلاب مشروطه فصل جدیدی در زندگی یحیی دولت‌آبادی و برادر کوچکترش علی محمد گشود. آنان در میان اولین اعضای حلقه‌ای کوچک ولی اثرگذار از معتقدان ازلی بودند که جمال الدین واعظ اصفهانی و ملک المتکلمین را نیز شامل می‌شد. افکار شیخ محمد منشادی یزدی که گفته می‌شد از شاخه ازلی است در او و جمال الدین واعظ اصفهانی و ملک المتکلمین تأثیر داشته‌است. در سال ۱۳۰۹ به تهران آمد و مدرسه‌های سادات و ادب را بنیان نهاد. وی با توجه به تحصیلاتش در مکتب‌خانه‌ها و شناخت آن‌ها از نزدیک، در تأسیس مدارس جدید کوشش فراوان نمود و برای آموزش و پرورش در ایران زحمت‌های فراوان کشید که تأسیسات مدارس، مدیریت و نوشتن و نشر کتب درسی ابتدائی از آن جمله هستند. بعد از خلع محمدعلی شاه در دوره دوم مجلس از طرف مردم کرمان به مجلس رفت. درجنگ اول همانند بسیاری از رجال دیگر کشور مهاجرت کرد. در دوره پنجم مجدداً نماینده مجلس شد و در همین مجلس یکی از پنج نماینده‌ای بود که با انقراض قاجاریه و پیدایش سلطنت پهلوی، به دلیل واهمه از ایجاد دیکتاتوری جدید مخالفت کرد. سال‌ها ساکن اروپا بود و در تمام مدتی که در اروپا زندگی می‌کرد سرپرستی محصلان ایرانی آن دوران را از جانب وزارت فرهنگ وقت به عهده داشت.
در عین حال، خود دولت‌آبادی، انتساب خانواده‌اش را به آئین بابی در کتاب خود رد می‌کند و چون اتهام بابی در آن زمان، مذموم بود، دربار و ظل‌السلطان و روحانیان قشری، آن اتهام را بر ضد آزادی‌خواهان و مشروطه‌طلبان، به کار می‌بردند.
کسروی در کتاب تاریخ مشروطه ایران می‌نویسد: بابیان در جنبش مشروطه در ظاهر، بی‌طرفی می‌نمودند و در نهان، هواخواه محمدعلی میرزا بودند؛ ملایان هوادار استبداد، نام آنان را بر مشروطه‌خواهان گذارده و تکفیر کرده و خون‌هاشان را می‌ریختند.
نام سید جمال الدین واعظ به همراه ملک‌المتکلمین، میرزاجهانگیرخان، سید محمد رضا مساوات در لیست چهار نفری بود که محمدعلی شاه قبل از به توپ بستن مجلس، درخواست تبعید آن‌ها ر ا از ایران کرده بود.
جمال‌الدین واعظ همراه با ملک‌المتکلمین رهبریِ گروه‌های بزرگی از مشروطه‌گرایان را به عهده داشت.
جمال‌الدین واعظ اصفهانی پس از واقعهٔ بمباران مجلس با لباس مبدل و به قصد رفتن به نجف راهی همدان شده و به مظفر الملک که یکی از دوستان وی بود پناهنده گردید ولی وی به او خیانت نموده و او را به بروجرد فرستاد و به دستور محمدعلی‌شاه قاجار توسط حاکم بروجرد در این شهر کشته شد. از جرم‌های او مشارکت در نگارش کتابچه ضد استبدادی «رؤیای صادقه» بود.

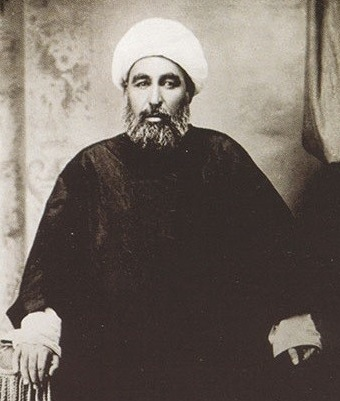
ملک المتکلمین از فعالان جنبش مشروطه

## جدا شدن بهائیان از بابیان (ازلیان)
پس از تیرباران سید علی‌محمد باب در سال ۱۸۵۰، پیروانش که به «بابی»، مشهور بودند، بر پایهٔ گفتهٔ باب در کتاب بیان، در پی موعود آیین بابی-که در کتاب بیان با عنوان «من یظهره الله» از او شده‌است-می‌گشتند. در سال ۱۸۶۳ بهاءالله، برادر بزرگ‌تر میرزا یحیی نوری، خود را «من‌یظهره‌الله»، موعود کتاب بیان، معرفی کرد؛ بیشتر بابیان به او باورمند شده و بهائی نامیده شدند؛ با این حال، گروه اندکی که به پیروی از میرزا یحیی نوری (معروف به صبح ازل) بابی ماندند، ازلی و بیانی نام گرفتند. ازلیان با پنهان کردن هویت دینی خود، عملاً در جامعه اسلامی، حل شدند.